# ریچارد هنا
ریچارد هنا (به انگلیسی: Richard Hanna) (زاده ۲۵ ژانویه ۱۹۵۱ – درگذشته ۱۵ مارس ۲۰۲۰) نمایندهٔ حوزه انتخابیه نیویورک از حزب جمهوری‌خواه ایالات متحده آمریکا در مجلس نمایندگان ایالات متحده آمریکا بود که برای نخستین‌بار در ۳۱ ژانویه ۲۰۱۱ میلادی به‌عضویت این مجلس درآمد.